# 曾雲家族
曾雲家族是香港「白手興家」之典範。曾雲為警員出身，其子女中有三名成為社會知名人士，其中曾蔭權成為了香港第二個特首。曾雲家族與香灼璣家族有一段姻親關係，前城市規劃會成員、公民教育委員會主席香灼璣為曾蔭權之表兄。

## 家族成員
- 曾雲 = 鄺懿珍（元配）／陳慧敏（繼室）
  - 曾蔭權（長子）= 曾鮑笑薇
    - 曾慶衍（孫）= 莫蔚淇
      - 曾??（曾孫女）

    - 曾慶淳（孫）

  - 曾蔭培（二子）= 張學書
    - 曾？？（孫）= 張？？
      - 曾??（曾孫女）
      - 曾??（曾孫女）
      - 曾??（曾孫）

    - 曾若珩（孫女）

  - 曾蔭煊（三子）= 林淑貞
  - 曾蔭藩（四子）= LISA McKERRACHER
  - 曾蔭荃（五子）= 羅影徽
  - 曾璟璇（幼女）[1]

資料來源：《曾蔭權新傳——由推銷員到特首的玄機》明窗出版社，2005年3月初版　ISBN 962-8871-87-0